# Football Club Legnano 1921-1922
Questa voce raccoglie le informazioni riguardanti il Football Club Legnano nelle competizioni ufficiali della stagione 1921-1922.

## Stagione

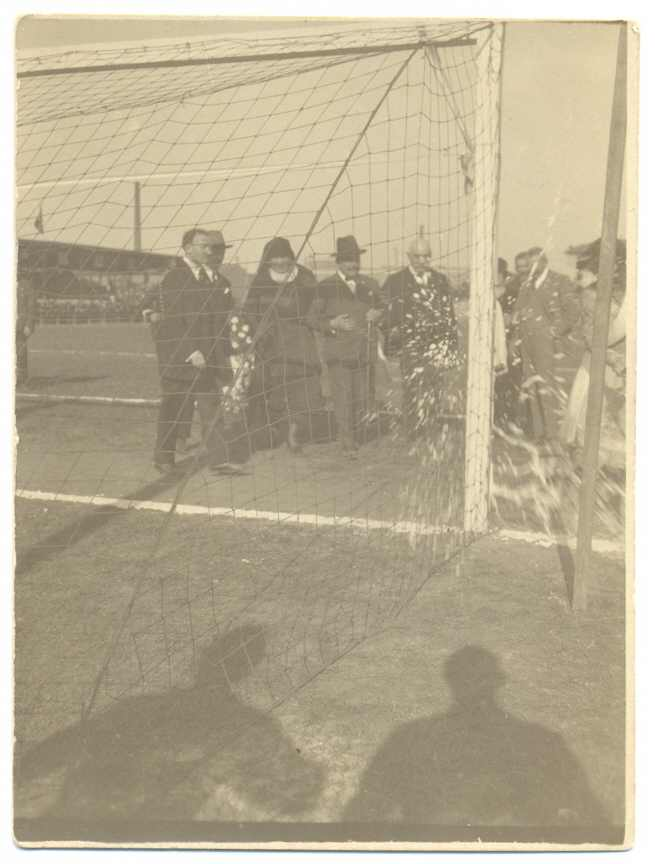
2 ottobre 1921: la madrina della cerimonia di inaugurazione dello stadio di via Pisacane, qualche decennio dopo intitolato a Giovanni Mari, rompe una bottiglia di vino su una delle due porte

In questa stagione i campionati italiani di calcio sono due, uno organizzato dalla F.I.G.C. e uno predisposto dalla C.C.I.; il Legnano partecipa al secondo torneo menzionato. I lilla concludono il girone B della Prima Divisione della C.C.I. in sesta posizione, senza passare al turno successivo, con 20 punti al pari di Casale e Torino e a 17 punti dal Genoa capolista.
Il 2 ottobre 1921 viene inaugurato lo stadio cittadino di via Pisacane, qualche decennio dopo intitolato a Giovanni Mari, che da allora diventa il campo di gioco casalingo dei lilla. Costruito su terreni ceduti dall'azienda meccanica legnanese Franco Tosi nei pressi degli stabilimenti e delle case operaie della stessa, viene inaugurato alla prima giornata di campionato, che vede la vittoria del Legnano sull'Inter per 6 a 0.

## Divise
| Casa |

## Organigramma societario
Area direttiva
- Presidente: sen. Antonio Bernocchi

Area tecnica
- Allenatore: Primo Colombo e Adamo Bonacina

## Rosa
| N. |                   | Ruolo | Calciatore        |
| -- | ----------------- | ----- | ----------------- |
|    | Italia (bandiera) | P     | Angelo Cameroni   |
|    | Italia (bandiera) | P     | Ghiringhelli      |
|    | Italia (bandiera) | P     | Rosalindo Salerio |
|    | Italia (bandiera) | D     | Angelo Colombo    |
|    | Italia (bandiera) | D     | Guglielmo Colombo |
|    | Italia (bandiera) | D     | Paolo Colombo     |
|    | Italia (bandiera) | D     | Vinicio Colombo   |
|    | Italia (bandiera) | D     | Antonio May       |
|    | Italia (bandiera) | D     | Luigi Pirovano    |

| N. |                   | Ruolo | Calciatore        |
| -- | ----------------- | ----- | ----------------- |
|    | Italia (bandiera) | C     | Borsari           |
|    | Italia (bandiera) | C     | Mario Crespi      |
|    | Italia (bandiera) | C     | Attilio Gerola    |
|    | Italia (bandiera) | C     | Severino Rosso    |
|    | Italia (bandiera) | C     | Pierino Sodano    |
|    | Italia (bandiera) | A     | Luigi Allemandi   |
|    | Italia (bandiera) | A     | Achille Malaspina |
|    | Italia (bandiera) | A     | Silvio Raso       |
|    | Italia (bandiera) | A     | Italo Rossi       |

## Risultati

### Girone B (Lega Nord)

#### Girone d'andata
| Arbitro: | Majani (Torino) |

|                                                           |           |  |
| Raso 16’, 20’, 49’ Sodano 40’ Allemandi 47’ Malaspina 67’ | Marcatori |  |

| Arbitro: | Majani (Torino) |

|              |           |               |
| Rosso II 30’ | Marcatori | 48’ Allemandi |

| Arbitro: | Panzeri (Milano) |

|                            |           |              |
| Allemandi 6’, 51’ Raso 47’ | Marcatori | 85’ Monti G. |

| Arbitro: | A. Crivelli (Milano) |

|                                 |           |          |
| Cuttin 39’ (rig.) Chiabotto 59’ | Marcatori | 41’ Raso |

| Arbitro: | Mombelli (Casale Monferrato) |

|               |           |                |
| Malaspina 59’ | Marcatori | 22’ Martin III |

| Arbitro: | Portigliatti (Torino) |

|  |           |               |
|  | Marcatori | 51’ Allemandi |

| Arbitro: | Canestrini (Novara) |

|                                       |           |                       |
| Allemandi 71’, 76’ Rossi 77’ Raso 78’ | Marcatori | 40’ Sbrana 55’ Favati |

| Arbitro: | Armano (Torino) |

|                                           |           |               |
| Gandini 47’ Brezzi 65’ Carcano 74’ (rig.) | Marcatori | 30’ Allemandi |

| Arbitro: | G.Ricci (Modena) |

|              |           |  |
| Bastasin 44’ | Marcatori |  |

| Arbitro: | A.Gama (Milano) |

|                                         |           |               |
| De Vecchi 58’ Bergamino I 60’ Catto 79’ | Marcatori | 76’ Allemandi |

| Legnano 11 dicembre 1921 11ª giornata | Legnano        | 0 – 0 | Modena | Stadio Comunale\| Arbitro: \| Mauro (Milano) \| |
| Arbitro:                              | Mauro (Milano) |       |        |                                                 |

#### Girone di ritorno
| Arbitro: | Brunetti (Torino) |

|                               |           |                    |
| Scheidler 56’ Delli Ponti 62’ | Marcatori | 22’, 37’ Allemandi |

| Legnano 9 aprile 1922 13ª giornata | Legnano         | 0 – 0 | Brescia | Stadio Comunale\| Arbitro: \| A.Gama (Milano) \| |
| Arbitro:                           | A.Gama (Milano) |       |         |                                                  |

| Arbitro: | Guiot (Milano) |

|                        |           |               |
| Monti G. 9’ Girani 21’ | Marcatori | 90’ Allemandi |

| Arbitro: | A.Gama (Milano) |

|                          |           |                   |
| Colombo II 11’ Rossi 37’ | Marcatori | 22’ (rig.) Cuttin |

| Arbitro: | Dani (Genova) |

|                          |           |  |
| Sticco 36’ Barale II 73’ | Marcatori |  |

| Arbitro: | Fries (Milano) |

|           |           |  |
| Rossi 80’ | Marcatori |  |

| Arbitro: | Mauro (Milano) |

|                                       |           |  |
| Merciai 40’ Corsetti II 55’, 61’, 68’ | Marcatori |  |

| Legnano 5 marzo 1922 19ª giornata | Legnano             | 0 – 0 | Alessandria | Stadio Comunale\| Arbitro: \| Sanguineti (Genova) \| |
| Arbitro:                          | Sanguineti (Genova) |       |             |                                                      |

| Arbitro: | Fries (Milano) |

|                              |           |  |
| Raso 25’ Colombo IV 36’, 55’ | Marcatori |  |

| Arbitro: | Varetto (Torino) |

|  |           |                       |
|  | Marcatori | Sardi 75’ Bussich 87’ |

| Arbitro: | Piatti (Milano) |

|                            |           |  |
| Muratori 67’ Forlivesi 87’ | Marcatori |  |

## Statistiche

### Statistiche di squadra
| Competizione    | Punti | Totale | Totale | Totale | Totale | Totale | Totale | DR |
| Competizione    | Punti | G      | V      | N      | P      | Gf     | Gs     | DR |
| --------------- | ----- | ------ | ------ | ------ | ------ | ------ | ------ | -- |
| Prima Divisione | 20    | 22     | 7      | 6      | 9      | 28     | 29     | -1 |

### Statistiche dei giocatori
| Giocatore    | Prima Divisione | Prima Divisione |
| Giocatore    | Presenze        | Reti            |
| ------------ | --------------- | --------------- |
| L. Allemandi | 21              | 12              |
| Borsari      | 3               | 0               |
| A. Cameroni  | 10              | 0               |
| Colombo II   | 19              | 1               |
| Colombo III  | 19              | 0               |
| Colombo IV   | 4               | 2               |
| Colombo V    | 2               | 0               |
| M. Crespi    | 18              | 0               |
| A. Gerola    | 21              | 0               |
| Ghiringhelli | 10              | 0               |
| A. Malaspina | 21              | 2               |
| A. May       | 12              | 0               |
| L. Pirovano  | 10              | 0               |
| S. Raso      | 19              | 7               |
| I. Rossi     | 21              | 3               |
| R. Salerio   | 2               | 0               |
| P. Sodano    | 19              | 1               |